# Broscinae
Broscinae zijn een onderfamilie van de loopkeverfamilie (Carabidae). De wetenschappelijke naam werd voor het eerst geldig gepubliceerd in 1838 door Hope.

## Taxonomie
De volgende taxa worden bij de onderfamilie ingedeeld:
- Tribus Broscini Hope, 1838
  - Subtribus Axonyina Roig-Juñent, 2000
  - Subtribus Baripodina Jeannel, 1941
  - Subtribus Broscina Hope, 1838
  - Subtribus Creobiina Jeannel, 1941
  - Subtribus Nothobroscina Roig-Juñent, 2000